# Ломовское сельское поселение (Воронежская область)
Ломовское сельское поселение — муниципальное образование в Рамонском районе Воронежской области.
Административный центр — село Ломово. На территории сельского поселения имеются школа, сельский  клуб, медпункт, отделение связи, администрация сельского поселения, магазин.

## География
Сельское поселение расположено в северо-восточной части района. На западе, севере и северо-востоке граничит с Липецкой областью, на юге с Большеверейским сельским поселением и Павловским сельским поселением.
Южная граница Ломовского сельского поселения берет начало в 3 км северо-восточнее от села Васильевка и идет в юго-западном направлении по балке, огибает с южной стороны село Васильевка. Затем в западном направлении пересекает балки и резко меняет направление на юг вдоль лесополосы, через 2 км меняет направление на запад до балки лог Крутой.
Западная граница начинается от пересечения лесополосы и южной точки лога Крутой, далее вдоль балки лог Крутой в северо-восточном направлении. В 500 метрах юго-западнее села Ломово меняет резко направление на запад до лога Гнилой и затем идет в северо-восточном направлении плавно огибает с севера и северо-востока Ломовское сельское поселение до исходной точки начала южной границы.
Территория сельского поселения составляет 5037 га. В состав поселения входят села: Ломово, Васильевские выселки, Васильевка.

## Населённые пункты
В состав поселения входят:
- село Ломово,
- село Васильевка,
- село Васильевские Выселки.

## Экономика
На территории Ломовского сельского поселения функционирует одно сельскохозяйственное предприятие ЗАО «Прогресс», которое занимается выращиванием зерновых культур. 

## Население
Населяют поселение в основном русские. Других национальностей, которых четыре – единицы. Общение происходит на русском языке. В настоящее время на территории сельского поселения проживают 437 человека. 
| 2010 | 2012 | 2013 | 2014 | 2015 | 2016 | 2017 |
| ---- | ---- | ---- | ---- | ---- | ---- | ---- |
| 394  | ↘380 | ↘366 | ↘338 | ↘325 | ↘313 | ↗333 |
| 2018 |      |      |      |      |      |      |
| ↘327 |      |      |      |      |      |      |

## Социальная сфера

### Образование
Школа Ломовского сельского поселения располагается в селе Ломово, в ней обучается 22 ученика, 3 – 4 классы объединены в класс комплектования.

### Здравоохранение
На территории Ломовского сельского поселения функционирует фельдшерско-акушерский пункт. При ФАПе имеется аптечный пункт.